# New Madrid County
Das New Madrid County ist ein County im US-amerikanischen Bundesstaat Missouri. Im Jahr 2020 hatte das County 16.434 Einwohner und eine Bevölkerungsdichte von 9,4 Einwohnern pro Quadratkilometer. Der Verwaltungssitz (County Seat) ist New Madrid.

## Geografie
Das County liegt im so genannten Missouri Bootheel (dt.: Stiefelabsatz) im äußersten Südosten des Bundesstaates am Mississippi, der die Grenze zu Kentucky und Tennessee bildet. Es hat eine Fläche von 1808 Quadratkilometern, wovon 52 Quadratkilometer Wasserfläche sind. An das New Madrid County grenzen folgende Nachbarcountys:
| Stoddard County | Scott County    | Mississippi County       |
|                 |                 | Fulton County (Kentucky) |
| Dunklin County  | Pemiscot County | Lake County (Tennessee)  |

## Geschichte
Das New Madrid County wurde 1812 gebildet. Benannt wurde es nach dem spanischen Distrikt während der Herrschaft der Spanier. Zu dieser Zeit hieß der Distrikt Nuevo Madrid. Im 19. Jahrhundert war die Gegend bekannt durch die vielen Erdbeben und dem großen New-Madrid-Erdbeben von 1811, das die Magnitude 7 erreicht hatte.

## Demografische Daten
Nach der Volkszählung im Jahr 2010 lebten im New Madrid County 18.956 Menschen in 8.082 Haushalten. Die Bevölkerungsdichte betrug 10,8 Einwohner pro Quadratkilometer. In den 8.082 Haushalten lebten statistisch je 2,19 Personen.
Ethnisch betrachtet setzte sich die Bevölkerung zusammen aus 81,7 Prozent Weißen, 15,8 Prozent Afroamerikanern, 0,2 Prozent amerikanischen Ureinwohnern, 0,4 Prozent Asiaten sowie aus anderen ethnischen Gruppen; 1,5 Prozent stammten von zwei oder mehr Ethnien ab. Unabhängig von der ethnischen Zugehörigkeit waren 1,1 Prozent der Bevölkerung spanischer oder lateinamerikanischer Abstammung.
23,8 Prozent der Bevölkerung waren unter 18 Jahre alt, 60,1 Prozent waren zwischen 18 und 64 und 16,1 Prozent waren 65 Jahre oder älter. 52,0 Prozent der Bevölkerung war weiblich.

Das jährliche Durchschnittseinkommen eines Haushalts lag bei 34.332 USD. Das Prokopfeinkommen betrug 18.412 USD. 22,0 Prozent der Einwohner lebten unterhalb der Armutsgrenze.

## Ortschaften im New Madrid County
Citys
| - Canalou - Catron - Gideon - Howardville | - Lilbourn - Marston - Matthews - Morehouse | - New Madrid - Parma - Portageville1 - Sikeston2 |

Village
- North Lilbourn

Unincorporated Communities
| - Baderville - Bayouville - Big Ridge - Boekerton - Browns - Como | - Conran - Delmo - Dodds - Farrenburg - Frailie - Hartzell | - Jaywye - Kewanee - La Forge - Linda - Lone Star - Lorwood | - Noxall - Point Pleasant - Risco - Ristine - Tallapoosa |

1 – teilweise im Pemiscot County

2 – überwiegend im Scott County

## Gliederung
Das New Madrid County ist in elf Townships eingeteilt:
| Township             | Einwohner (2010) | FIPS     |
| -------------------- | ---------------- | -------- |
| Anderson Township    | 1436             | 29-01234 |
| Big Prairie Township | 3419             | 29-05518 |
| Como Township        | 1674             | 29-15832 |
| Hough Township       | 16               | 29-33166 |
| La Font Township     | 825              | 29-39710 |
| Le Sieur Township    | 585              | 29-41654 |

| Township            | Einwohner (2010) | FIPS     |
| ------------------- | ---------------- | -------- |
| Lewis Township      | 1802             | 29-41816 |
| New Madrid Township | 3778             | 29-52094 |
| Portage Township    | 3752             | 29-59132 |
| St. John Township   | 77               | 29-64460 |
| West Township       | 1592             | 29-78478 |
|                     |                  |          |